# Ирвин, Теренс
Теренс Генри Ирвин (англ. Terence Henry Irwin, род. 21 апреля 1947, Эннискиллен, Северная Ирландия, Великобритания) — британский философ, специалист по древнегреческой философии и истории этики. Профессор Оксфордского университета, эмерит-профессор Корнелла, член Британской академии (2010) и Американской академии искусств и наук.

## История
Родился в Эннискиллене.
Образование получил в оксфордском Магдален-колледже (бакалавр искусств по классике, философии и античной истории с первоклассным отличием, 1969). Затем учился в Принстонском университете у Грегори Властоса, где получил степень доктора философии (PhD) по философии (1973).
В 1972-5 гг. старший преподаватель философии Гарвардского университета. В 1975—2006 гг. преподаватель Корнелла, с 1982 года профессор философии, с 1995 года именной профессор и одновременно профессор классики, с 2008 года эмерит. С 2007 года профессор истории философии Оксфордского университета , член оксфордского Кейбл-колледжа.
Также в области его интересов находится Иммануил Кант.
Женат на en:Gail Fine, также профессоре.
В книге «Plato’s Ethics» (1995) Т. Ирвин представляет собственную интерпретацию этики Платона, обозревая её развитие.

## Труды
- Plato’s Gorgias (translation and notes), Clarendon Plato Series, Oxford University Press, 1979;
- Aristotle’s Nicomachean Ethics (translation and notes), Hackett Publishing Co., 2nd edn., 1999;
- Aristotle’s First Principles, Oxford University Press, 1988;
- Classical Thought, Oxford University Press, 1989;
- Plato’s Ethics, Oxford University Press, 1995;
- The Development of Ethics, 3 vols. (Oxford University Press, 2007-9).